# René Chocat
René Chocat (Santranges, 28 de novembro de 1920 - Montpellier, 18 de junho de 2000) foi um basquetebolista francês que integrou a Seleção Francesa na conquista da Medalha de Prata disputada nos XIV Jogos Olímpicos de Verão em 1948 realizados em Londres no Reino Unido.